# Can Malloles (Serinyà)
Can Malloles és una masia de Serinyà (Pla de l'Estany) inclosa a l'Inventari del Patrimoni Arquitectònic de Catalunya.

## Descripció
Masia amb pallissa annexada al costat sud. Té planta rectangular, coberta a dues aigües, i distribució interna en tres tramades. La façana principal, orientada a sud, té un finestral quarterat amb elements decoratius, amb brancals de pedra grisa motllurats en bossell. A l'ampit hi ha dos caps esculpits amb formes esquemàtiques, i a la llinda hi ha un escut amb la data 1401. A sota es conserva encara una tronera de tir. La porta d'entrada té un arc rebaixat de dovelles de travertí. Al costat de la façana principal, hi ha una era tancada amb un portal amb llinda on pot llegir-se inscrita la data de 1669.

## Història
Es te notícia que Bartomeu Mayolas, pagès de Serinyà, juntament amb altres pagesos de la contrada, van donar suport a la reina Joana Enríquez i el seu fill Ferran durant la guerra Civil Catalana (1462-1472), fet que els va valdre la condecoració del privilegi militar de generositat per part dels reis Catòlics, atorgada el 21 de febrer de 1481.